# Lamb House

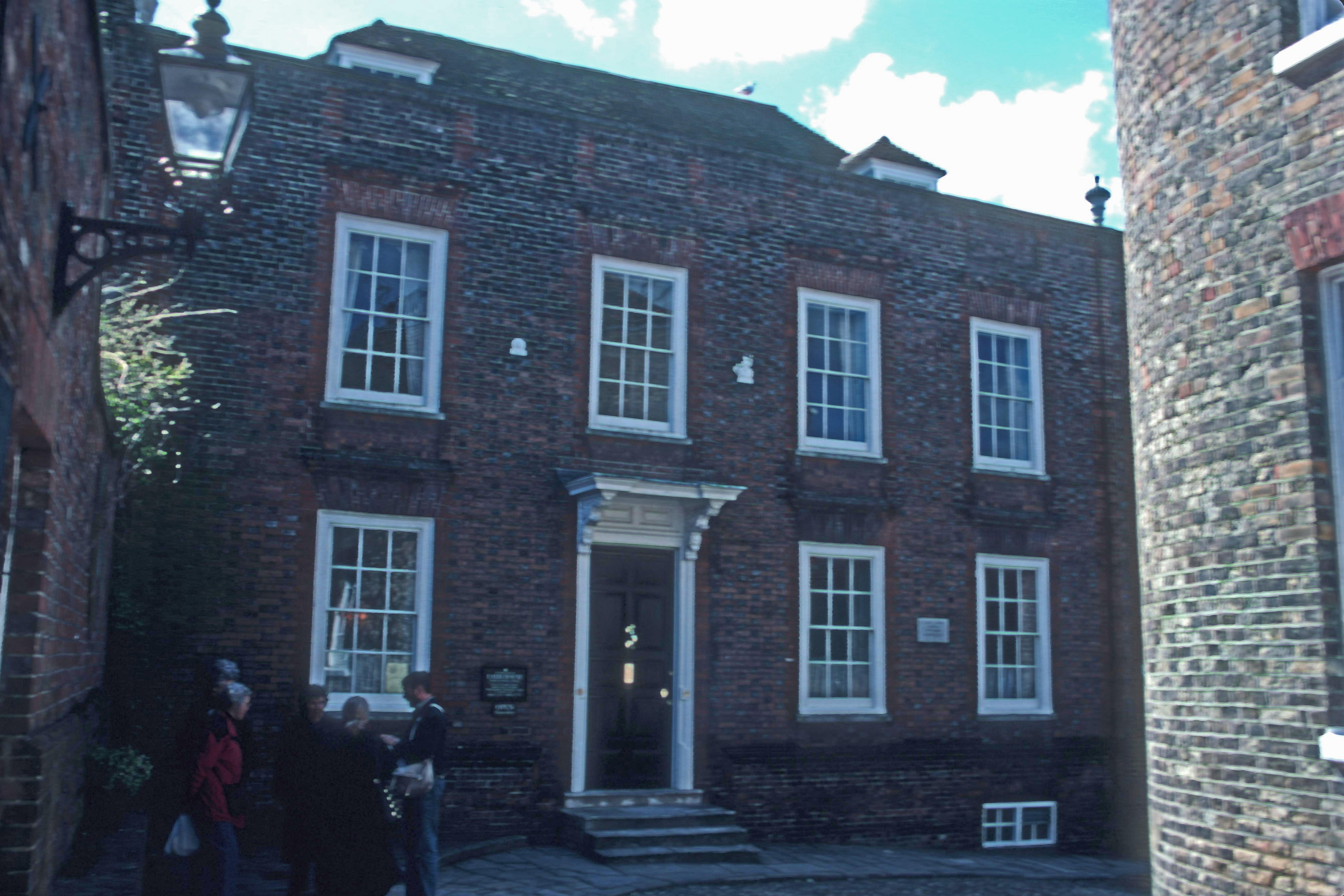
Lamb House

Lamb House es una casa del siglo XVIII ubicada en la localidad de Rye (East Sussex, Inglaterra). En la actualidad es propiedad del National Trust. La casa es administrada y mantenida en nombre del National Trust por su actual inquilino.
La casa cuenta con numerosas conexiones literarias. Allí vivió Henry James desde 1898 hasta 1916 y más tarde vivieron E. F. Benson y Godden Rumer. Benson escribe con amor tanto sobre el jardín como sobre la casa, que él renombró como patos silvestres, en su novela Mapp y Lucía. El editor Sir Brian Batsford, el agente literario de Graham Watson, y los escritores John Senior y Filón Sarah también han alquilado la vivienda en los últimos tiempos. Algunas de las posesiones personales de James pueden verse en la casa y hay un jardín cerrado. Lamb House es el tema de la novela de Joan Aiken The Haunting of Lamb House (1993), que se compone de tres novelas sobre los residentes de la casa a diferentes horas, incluido el propio James.
En 2006, Lamb House fue objeto de amplia remodelación exterior, se aplicaron medidas de control de aves de para evitar que anidasen gaviotas y se bloquearon los sistemas de drenaje del parapeto interno. Entre otras medidas, se empleó una nueva técnica de alambres paralelos horizontales para evitar que las gaviotas aterrizasen. Fueron sustituidas varias secciones de piedra y el techo de cobre. Las obras duraron tres meses, de abril a junio de dicho año.